# Джарвис, Мэтт
Мэ́ттью То́мас Джа́рвис (англ. Matthew Thomas Jarvis; род. 22 мая 1986, Мидлсбро) — английский футболист, полузащитник.
Начал профессиональную карьеру в клубе «Джиллингем», дебютировав за него в официальном матче в возрасте 17 лет. Провёл за клуб более ста матчей. Летом 2007 года перешёл в «Вулверхэмптон Уондерерс». Помог «волкам» выйти в Премьер-лигу в 2009 году.
В 2011 году получил свой первый вызов в сборную Англии и дебютировал за неё в товарищеском матче против сборной Ганы.

## Клубная карьера

### «Джиллингем»
Джарвис тренировался в молодёжной команде «Миллуолла», но был отпущен клубом. После этого он начал тренироваться с молодёжным составом «Джиллингема». 4 ноября 2003 года 17-летний Джарвис дебютировал в Футбольной лиге в матче против «Сандерленда». Уже в сезоне 2004/05 он стал игроком основного состава своего клуба, проведя за него 30 матчей в лиге.

### «Вулверхэмтон Уондерерс»

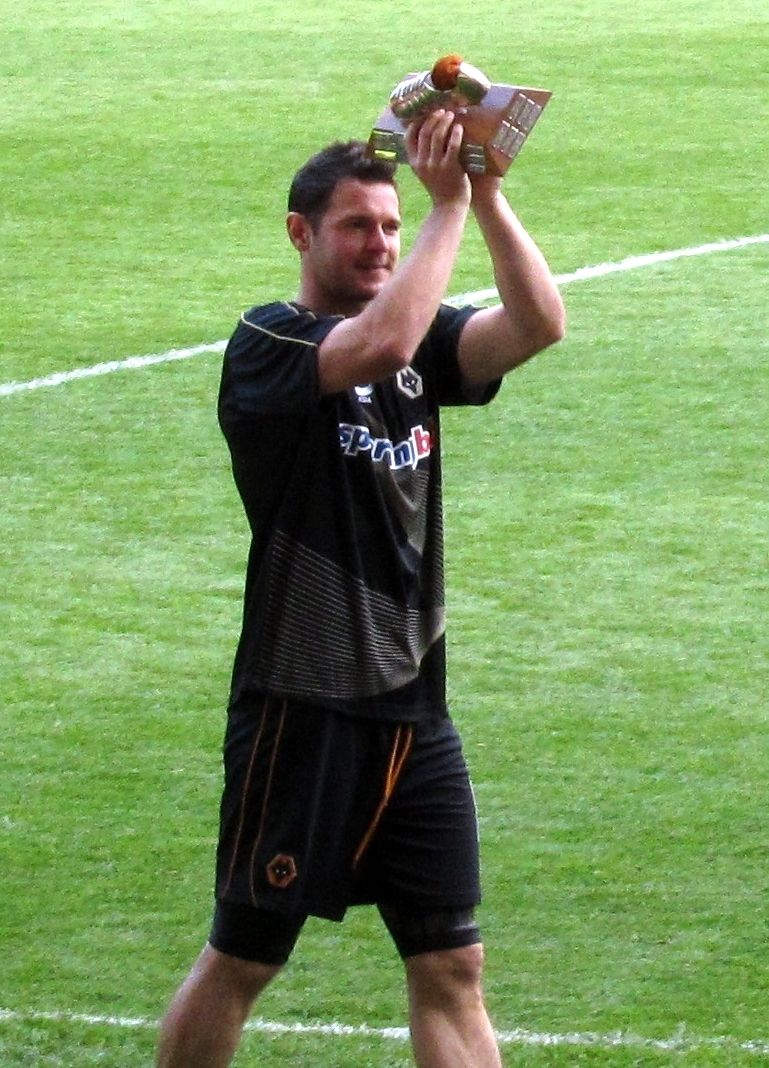
Джарвис в мае 2011 года

В июне 2007 года Мэтт Джарвис перешёл в клуб Чемпионата Футбольной лиги «Вулверхэмптон Уондерерс», подписав с «волками» двухлетний контракт с возможностью его продления ещё на год. Сумма трансфера не разглашается.
Летом 2007 года в предсезонном турне Джарвис получил травму паха, из-за чего выбыл из строя до осени. В итоге он провёл свой первый официальный матч за «Вулверхэмптон» 20 октября 2007 года, выйдя на замену в концовке матча против «Чарльтона». После полного восставления от травмы Джарвис стал игроком стартового состава, сыграв ещё 27 матчей в сезоне 2007/08. В декабре 2007 года Джарвис забил свой первый гол за «волков» в матче против «Лестер Сити», завершившимся со счётом 1:1. В сезоне 2007/08 «Вулверхэмптон» упустил свой шанс попасть в плей-офф Чемпионата Футбольной лиги только по разнице забитых и пропущенных мячей.
После удачного начала сезона 2008/09 Джарвис получил травму подколенного сухожилия в матче с «Редингом» 30 сентября 2008 года, из-за чего выбыл на шесть недель. 6 декабря он вернулся на поле, сыграв в матче с «Куинз Парк Рейнджерс» и оставался игроком стартового состава на протяжении оставшейся части сезона, по итогам которого команда выиграла Чемпионат Футбольной лиги и получила путёвку в Премьер-лигу.
Джарвис дебютировал за «волков» в Премьер-лиге в матче против «Вест Хэма» в августе 2009 года. В сезоне 2009/10 он продолжал регулярно выступать в стартовом составе, забив 3 гола в 34 матчах, и помог своему клубу сохранить место в Премьер-лиге. В сентябре 2010 года он продлил свой контракт с «Вулверхэмтоном» до 2015 года. В сезоне 2010/11 продолжал регулярно выступать в основном составе клуба, забив 4 гола в 29 матчах. 19 мая 2011 года Мэтт Джарвис был признан лучшим игроком «Вулверхэмптона» по двум версиям — болельщиков и игроков клуба.
За «Вест Хэм» Джарвис выступал на протяжении трех сезонов, а в начале сезона 2015/16 был арендован «Норвич Сити». В январе 2016 года «Норвич» выкупил права на футболиста и заключил с ним контракт на 3,5 года.

## Карьера в сборной
Джарвис был вызван в сборную Англии в марте 2011 года на предстоящие матчи против сборной Уэльса (отборочный матч к Евро-2012) и сборной Ганы (товарищеский матч). Он не был включён в заявку на матч против валлийцев, однако 29 марта вышел на замену в матче против сборной Ганы, заменив Джека Уилшира на 70-й минуте встречи. Матч завершился вничью со счётом 1:1. Таким образом, Джарвис стал первым представителем «Вулверхэмтона» в сборной Англии с 1990 года, когда за сборную играл Стив Булл.

## Статистика выступлений
| Клуб                    | Сезон            | Лига | Лига | Кубок Англии | Кубок Англии | Кубок Лиги | Кубок Лиги | Другие | Другие | Итого | Итого |
| Клуб                    | Сезон            | Игры | Голы | Игры         | Голы         | Игры       | Голы       | Игры   | Голы   | Игры  | Голы! |
| ----------------------- | ---------------- | ---- | ---- | ------------ | ------------ | ---------- | ---------- | ------ | ------ | ----- | ----- |
| Джиллингем              | 2003/04          | 10   | 0    | 1            | 0            | 0          | 0          | 0      | 0      | 11    | 0     |
| Джиллингем              | 2004/05          | 30   | 3    | 0            | 0            | 1          | 0          | 0      | 0      | 31    | 3     |
| Джиллингем              | 2005/06          | 35   | 3    | 1            | 1            | 3          | 1          | 2      | 2      | 41    | 7     |
| Джиллингем              | 2006/07          | 35   | 6    | 2            | 0            | 1          | 0          | 1      | 0      | 39    | 6     |
| Джиллингем              | Итого            | 110  | 12   | 4            | 1            | 5          | 1          | 3      | 2      | 122   | 16    |
| Вулверхэмптон Уондерерс | 2007/08          | 26   | 1    | 2            | 0            | 0          | 0          | 0      | 0      | 28    | 1     |
| Вулверхэмптон Уондерерс | 2008/09          | 28   | 3    | 1            | 0            | 0          | 0          | 0      | 0      | 29    | 3     |
| Вулверхэмптон Уондерерс | 2009/10          | 34   | 3    | 1            | 1            | 1          | 0          | 0      | 0      | 36    | 4     |
| Вулверхэмптон Уондерерс | 2010/11          | 29   | 4    | 3            | 1            | 1          | 0          | 0      | 0      | 33    | 5     |
| Вулверхэмптон Уондерерс | 2011/12          | 0    | 0    | 0            | 0            | 0          | 0          | 0      | 0      | 0     | 0     |
| Вулверхэмптон Уондерерс | Итого            | 117  | 11   | 7            | 2            | 2          | 0          | 0      | 0      | 126   | 13    |
| Всего за карьеру        | Всего за карьеру | 227  | 23   | 11           | 3            | 7          | 1          | 3      | 2      | 248   | 29    |

(откорректировано по состоянию на 20 марта 2011 года)

## Достижения
Вулверхэмптон Уондерерс
- Победитель Чемпионата Футбольной лиги: 2008/09
- Член «команды года» по версии ПФА в Первой Футбольной лиге: 2006/07